# Пионерская улица (Петергоф)
Пионе́рская у́лица — улица в городе Петергофе Петродворцового района Санкт-Петербурга. Проходит от Бобыльской дороги на запад.
Первоначальное название — Но́во-Изма́йловская улица. Оно возникло в начале XX века. Происхождение не установлено.
В 1920-х годах улицу переименовали в Зино́вьевскую — в честь революционера, председателя Петроградского (позже Ленинградского) горсовета в 1917—1926 годах Г. Е. Зиновьева (Е. А. Радомысльского).
В конце 1930-х годов улицу вновь переименовали — в Пионерскую, в честь Всесоюзной пионерской организации.